# Дальня сільська рада
Да́льня сільська рада (рос. Дальний сельский совет) — сільське поселення у складі Рубцовського району Алтайського краю Росії.
Адміністративний центр — селище Дальній.

## Населення
Населення — 983 особи (2019; 1165 в 2010, 1404 у 2002).

## Склад
До складу сільської ради входять:
| Населений пункт        | Населення, осіб (2002) | Населення, осіб (2010) |
| ---------------------- | ---------------------- | ---------------------- |
| Дальній, селище        | 852                    | 685                    |
| Назаровка, селище      | 165                    | 157                    |
| Нововознесенка, селище | 94                     | 76                     |
| Троїнка, село          | 183                    | 165                    |
| Чебуріха, селище       | 110                    | 82                     |